# O zvířátkách pana Krbce
O zvířátkách pana Krbce je český večerníček, premiérově vysílaný v letech 1980–1981. Scénář napsali Stanislav Havelka a Petr Chvojka, namluvil Josef Abrhám, hudbu složil Petr Skoumal, nakreslil Vladimír Renčín a režíroval Václav Bedřich.
Kastelánem na fiktivním hradě Kulíkov se stane stoický pan Alois Krbec, s sebou má kocoura Kokeše, který má značně v oblibě sarkasmus, a na místě objeví Kukulu (sova pálená, krátkozraká vášnivá čtenářka) a Kocandu (kavka obecná). Původní a stálý obyvatel hradu je ale neživý nemrtvý Ruprecht – poněkud svérázný a potměšilý duch bývalého hradního pána, který nemá rád pořádek a čistotu. Hrad čas od času hostí kromě jednorázových turistických výprav i jiné osoby, resp. zvířata: dočasně ho obsadí např. rázná teta Klotylda a koza Matylda, dvojice hlasitých trampů, vandalové a další.
O třicet let později měl premiéru volně navazující seriál Strašidla na Kulíkově (2010), na které se podíleli stejní tvůrci (výtvarník, scenáristé, vypravěč i hudební skladatel). Život a dění na hradě Kulíkově popisuje také kreslený komiks Na hradě Kulíkově (knihovnička Čtyřlístek, 1983–1987, kresby Ivo Šedivý a Eva Šedivá).

## Seznam dílů
1. Hrad Kulíkov
2. Kavka Kocanda
3. Počmáraný hrad
4. Loupež
5. Karneval
6. Povodeň
7. Teta Klotylda
8. Svatba v Kulíkově
9. Včelí pohroma
10. Návštěva
11. Kokeš v botách
12. Požár
13. Pan Krbec se vrací